# Université de Sfax
L'université de Sfax (arabe : جامعة صفاقس) est une université basée à Sfax (Tunisie).

## Histoire
Elle est fondée en vertu de la loi n°86-80 du 9 août 1986 et couvre alors toutes les institutions universitaires du sud du pays.
Elle est divisée en trois universités, dont l'actuelle université de Sfax, avec la création de l'université de Gabès en 2003 et de l'université de Gafsa en 2004.

## Organisation
Elle compte 32 985 étudiants durant l'année 2016-2017 répartis sur vingt établissements :
- Faculté de médecine ;
- Faculté des sciences économiques et de gestion ;
- Faculté des sciences (ar) ;
- Faculté des lettres et des sciences humaines ;
- Faculté de droit (ar) ;
- École nationale d'ingénieurs ;
- Institut préparatoire aux études d'ingénieurs ;
- École supérieure de commerce (ar) ;
- Institut supérieur des arts et métiers ;
- Institut supérieur de musique ;
- Institut supérieur d'administration des affaires ;
- Institut supérieur d'informatique et de multimédia ;
- Institut supérieur de biotechnologie (ar) ;
- École nationale d'électronique et des télécommunications ;
- Institut supérieur de gestion industrielle (ar) ;
- Institut des hautes études commerciales ;
- Institut supérieur des sciences infirmières ;
- École supérieure des sciences et techniques de la santé ;
- Institut supérieur du sport et de l'éducation physique (ar) ;
- Institut de l'olivier (ar)[4].

L'université est ouverte sur son environnement socio-économique. Elle contribue en grande partie à diversifier le tissu économique du gouvernorat de Sfax et à renforcer le poids économique que représente la région à l'échelle nationale.

## Partenariats
L'université de Sfax maintient des partenariats avec de grandes sociétés et des coopérations universitaires en matière de recherche et de programmes d'échanges avec des universités étrangères de plusieurs pays.

## Ranking
Elle est classée par le U.S. News & World Report au 10e rang du classement régional 2016 des universités arabes.
Selon le classement universitaire 2019 de Times Higher Education, l'université est classée au 801e rang parmi les 1 250 universités évaluées dans le monde, en faisant la première université tunisienne.